# タパジョース川

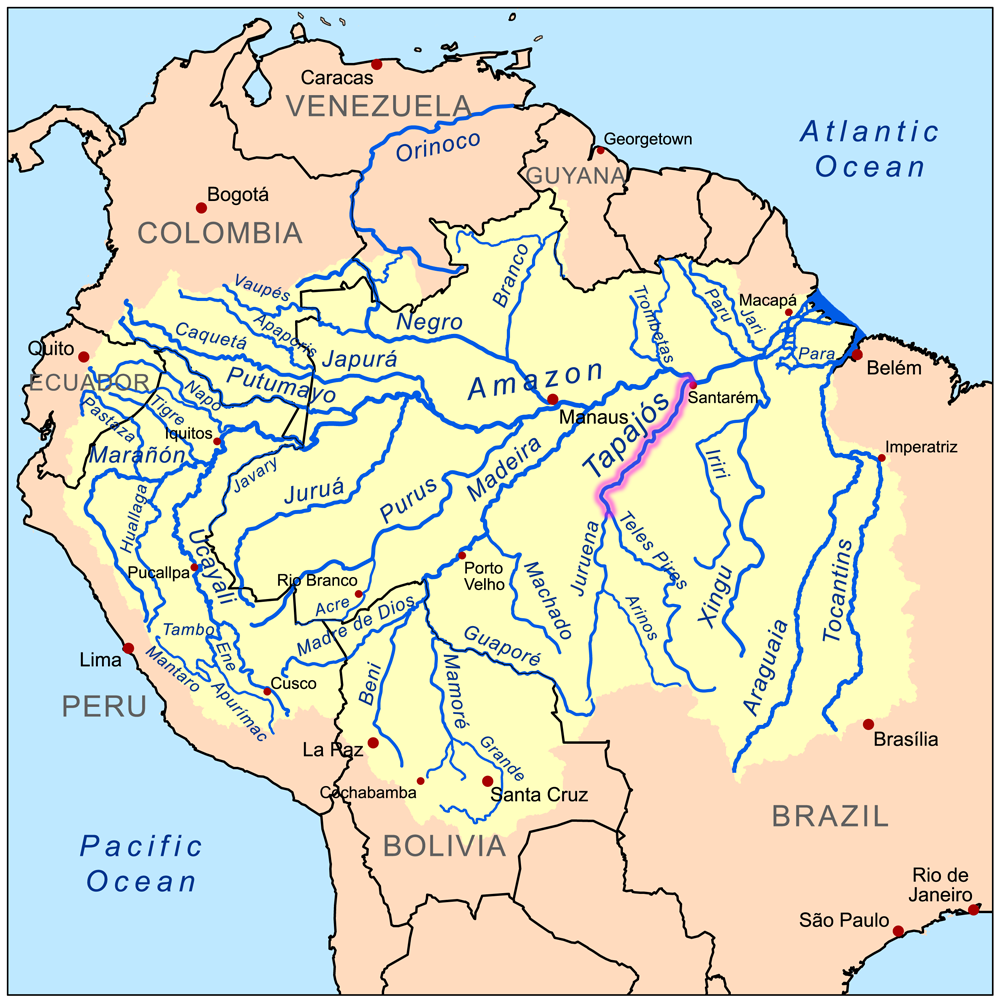
タパジョース川流域

タパジョース川（タパジョースがわ、ポルトガル語: Río Tapajós）は、ブラジルにある河。アマゾン川の支流であり、パラー州の上流800kmの地点にあるサンタレンで合流する。